# Невимовне (оповідання)
Невимовне (англ. The Unnamable) — оповідання жахів американського письменника Говарда Лавкрафта, написане у вересні 1923 року та вперше опубліковане в липневому номері журналу «Weird Tales» за 1925 рік.

## Сюжет
Розповідь ведеться від імені першої особи Рендольфа Картера, що сидить поруч з другом Джоелом Мантоном біля напівзруйнованої могили 17-го століття на кладовищі в новоанглійському містечку Аркхем і розмірковують про «невимовне». Поруч з ними стоїть занедбаний будинок з обваленим фасадом. Дивлячись на величезну вербу, Картер зауважує, що її коріння, ймовірно, черпає «невимовну поживу» з ґрунту, з чого розгортається суперечка, яка ілюструє різні погляди обох.
Якщо Картер вважає, що певні жахливі речі неможливо висловити, і натякає на це у своїх оповіданнях, часто залишаючи персонажів наприкінці лінгвістично перевантаженими, то Мантон, директор місцевої школи, відкидає ідею «неназваних» речей. Оскільки все пізнається через п'ять почуттів або релігійну інтуїцію, воно також має бути чітко репрезентованим. Тільки емпіричний досвід має для нього естетичне значення, тому слід уникати містичних речей. Художник не повинен намагатися викликати сильні емоції і повинен обмежитися точним описом повсякденних речей. Картер почувається впевнено, тим більше, що знає, що Мантон, попри своє поверхневе відчуття реальності, вірить у певні надприродні речі і наполягає на тому, що кладовища, зокрема, «кишіли безтілесним розумом поколінь».
Користуючись гнітючою атмосферою місця, що повільно занурюється в сутінки, він розповідає про «жахливі докази», які він перетворив на оповідь і які сягають корінням у 17 століття. Йдеться про жахливу істоту, про яку згадує Коттон Мейтер у своїй «Magnalia Christi Americana» («більше, ніж худоба, але менше, ніж людина»). Страхітливі подробиці містяться у щоденнику одного з предків Картера, який він знайшов неподалік і використав для своєї розповіді. У ньому описані свідчення очевидця, який стверджує, що бачив монстра неподалік від того місця, де вони зараз перебувають. Багато що вказує на те, що в той час воно перебувало в старому будинку з мансардними вікнами, двері якого не відчинялися протягом тривалого періоду після смерті власника.
Мантон, помітно заспокоївшись, визнає, що монстр справді існував, але не був безіменним. Картер відповідає, що він сам знайшов будинок, обстежив його і знайшов всередині монструозні кістки, і шокує тепер уже допитливого Мантона зауваженням: «Ти бачив його — до темряви». Мантон видає задиханий звук, і, ніби у відповідь, вони чують, як скрипнуло вікно сусіднього будинку. З цього боку їх обдає холодний протяг, а в наступну мить невидима сила кидає їх на землю, вони втрачають свідомість і не прокидаються аж до лікарні. Мантон серйозніше поранений, ніж Картер, і, мабуть, краще бачив те, що сталося, про що він приховує від лікарів. Однак допитливому Картеру він розповідає про желатинову істоту, яка, зрештою, пережила «тисячу незабутніх жахів», і врешті-решт зізнається: «Картер, це було невимовне!».

## Адаптації
«Невимовне» був вільно адаптований у двох кінострічках. Обидва фільми були написані і зняті Жан-Поль Уелеттом і мають лише дотичний зв'язок з оригінальним оповіданням: "Неназваний" (1988) і "Неназваний II: Заява Рендольфа Картера" (1993). Ближчою адаптацією є короткометражний фільм Саші Реннінгера "Тінь неназваного" 2011 року.